# Коларово (Благоевградская область)
Коларово (болг. Коларово) — село в Благоевградской области Болгарии. Входит в состав общины Петрич. Находится примерно в 9 км к юго-западу от центра города Петрич и примерно в 73 км к югу от центра города Благоевград. По данным переписи населения 2011 года, в селе  проживало 1880 человек.

## Население
| Год     | 1934 | 1946 | 1956 | 1965 | 1975 | 1985 | 1992 | 2001 | 2011 |
| ------- | ---- | ---- | ---- | ---- | ---- | ---- | ---- | ---- | ---- |
| Жителей | 1321 | 1823 | 1929 | 2028 | 2073 | 2294 | 2335 | 2156 | 1880 |

| Национальность | Человек | Процент |
| -------------- | ------- | ------- |
| болгары        | 1714    | 95,49%  |
| цыгане         | 46      | 2,56%   |
| Всего ответов  | 1795    |         |

|  |